# Дёмин, Иван Михайлович
Ива́н Миха́йлович Дёмин (20 декабря 1914 )(2 января 1915 (по новому стилю)  — 13 января 1992) — деятель советской промышленности, участник Великой Отечественной войны, Герой Социалистического Труда (1975), лауреат Государственной премии СССР, депутат Верховного Совета СССР 6-го созыва и 10-го созыва.
Долгое время занимал должность директора Минского автомобильного завода.

## Биография
Родился 2 января 1915 года в селе Хотисино (ныне Перемышльский район, Калужская область). Окончил среднюю школу, затем поступил в Московский текстильный институт. В период обучения в институте прошёл подготовку на военной кафедре, в августе 1937 года получил звание младшего лейтенанта запаса.
23 июня 1941 года получил повестку о мобилизации (успел защитить дипломную работу), был направлен в Минск в распоряжение штаба Западного фронта, а затем в Калинин. Был назначен командиром третьего взвода пулемётной роты 892-го стрелкового полка 298-й стрелковой дивизии. В начале октября Дёмин попал в окружение и был взят во вражеский плен.
Уже в конце октября в Гомеле Дёмину удалось бежать из плена. Продвигаясь к линии фронта в конце ноября он провалился под лёд одной из речек, получил воспаление лёгких и без сознания был оставлен Стригино. Был спасён местными жителями, но 25 декабря 1941 года был вновь взят в плен. Находился в лагерях для военнопленных на станции Починок, в городе Борисове, посёлке Ледищи.
12 октября 1942 года Дёмин вместе с группой военнопленных на автомашине ЗИС-5 бежал из плена. 14 октября пришёл в партизанский отряд «Смерть фашизму». 28 октября принял партизанскую клятву, затем был назначен командиром отделения, потом командиром взвода, а с конца декабря 1942 года — командиром первой роты партизанского отряда. 1 мая 1943 года в партизанском отряде заключил брак со своей единственной женой. В июле 1943 года после переформирования отряда в партизанскую бригаду «Смерть фашизму» был назначен командиром партизанского отряда имени М. И. Кутузова, командовал им до соединения с войсками РККА в июне 1944 года.
После расформирования партизанского отряда был направлен на восстановление Минского авторемонтного завода, был назначен заместителем главного энергетика. Вскоре завод был перепрофилирован в автосборочный, а затем в автомобильный. В 1945 году стал главным энергетиком завода, в 1957 году — секретарём парткома завода.
В 1959 году был назначен директором МАЗа, в 1975 году — Генеральным директором Белорусского объединения по производству большегрузных автомобилей «БелавтоМАЗ». В состав объединения кроме головного Минского автомобильного завода входили Белорусский автомобильный завод, Могилёвский АЗ, а также ряд других предприятий. Под его руководством заводы активно функционировали и стали ведущими в стране.
Указом Президиума Верховного Совета СССР от 25 февраля 1975 года за выдающиеся заслуги в развитии автомобилестроения Дёмину было присвоено звание Героя Социалистического Труда.
Был депутатом Верховного Совета БССР, кандидатом в члены ЦК Компартии Белоруссии, а затем членом ЦК Компартии Белоруссии. Был делегатом XXII, XXIV и XXV съездов КПСС, ряда съездов компартии Белоруссии.
Жил в Минске. Умер 13 января 1992 года. Похоронен на Северном кладбище в Минске.
Сочинения
- Демин И. Истоки будущего. — М.: Профиздат, 1981.

## Награды
- Медаль «Серп и Молот»
- 2 Ордена Ленина (5 апреля 1971, 25 февраля 1975)
- Орден Отечественной войны I степени (11.03.1985)
- Медаль «Партизану Отечественной войны»
- другие награды
- Две Государственные премии СССР (1968, 1978)